# Revista Socialista (Argentina)
Fundada en junio de 1930, la Revista Socialista expresa desde entonces en sus páginas los puntos de vista y opiniones del socialismo democrático en la Argentina. A lo largo de las diversas décadas, la publicación sorteó todo tipo de dificultades, debiendo suspender en varios momentos su aparición. Dirigida inicialmente por el economista Rómulo Bogliolo, su cuarta etapa, iniciada en 2009, está a cargo del periodista y dirigente socialista Oscar R. González.

## Historia
La publicación comenzó a editarse poco antes del golpe militar del 6 de septiembre de 1930, que da inicio a la llamada «Década Infame», signada por el fraude electoral, y por sus páginas desfilaron muchas de las mejores plumas de la época. Entre sus colaboradores argentinos brillaron Nicolás Repetto, Alicia Moreau, Alfredo Palacios, Mario Bravo y Enrique Dickmann, entre los autores extranjeros participaron Karl Kautsky, Emilio Van der Velde, Indalecio Prieto y Emilio Frugoni.
Sus primeros 141 números circularon en dos etapas entre 1930 y 1947. Entre julio de 1971 y diciembre de 1975, Revista Socialista volvió a aparecer bajo la dirección de Raúl Dellepiane. En esta época fueron publicados 18 números. Durante la última dictadura militar conocida como Proceso de Reorganización Nacional, entre 1976 y fines de 1982, apareció como Revista La Vanguardia, dirigida por Juan Montenero. Buena parte estos intelectuales se vincularon a partir de una serie de emprendimientos editoriales, tales como Controversia, Punto de Vista, La Ciudad Futura y convergieron desde 1984 en torno al Club de Cultura Socialista.
A mediados de los años 80, desde 1984 hasta 1987, se reanudó su publicación, dirigida esta vez por el profesor Mario Argüello. Fueron once ediciones.

## Cuarta Época
A 80 años de la publicación de su primer número y a casi 22 de su última aparición, Revista Socialista reanudó sus ediciones en junio de 2009, bajo la dirección de Oscar R. González, quien se había desempeñado como secretario general del Partido Socialista (Argentina) y como director de su periódico, La Vanguardia.
Al reaparecer, sus editores consignaron que la publicación «irrumpe en el debate político argentino para defender, en las nuevas condiciones del mundo, la región y el país, los mismos valores que animaron a los fundadores. Ellos, como nosotros hoy, entendieron que era necesario promover el debate de ideas para perfeccionar la democracia argentina con el aporte de un socialismo democrático, abierto y plural al servicio de las grandes transformaciones progresistas de la sociedad».
En su cuarta etapa, la redacción de la Revista Socialista está a cargo de un Consejo Editorial integrado por varios connotados dirigentes socialistas de diversas etapas, entre ellos el médico y politólogo Héctor A. Bravo; el exdiputado nacional y candidato presidencial Juan Carlos Coral; el diputado nacional Jorge Rivas; los economistas Alejandro Rofman, Carlos Fidel, Alejandro López Accotto, Humberto Zambón y Rubén Visconti; los juristas Guillermo Francisco Torremare y Fabián Salvioli, integrante del Tribunal Internacional de Derechos Humanos de la ONU; los ex legisladores Raúl Puy, Osvaldo Pellín, Víctor García Costa y Fernando Finvarb, el historiador Carlos Herrera, el ex ombusdman de la ciudad de Buenos Aires, Antonio Cartañá, los periodistas María Rosa Gómez, Oscar Serrat y Ulises Muschietti, y los politólogos Fernando Toledo y Paular Orsini.
Además de los integrantes del Consejo de Redacción, en los números de los años 2009 a 2012 colaboraron el economista Carlos Abalo, el filósofo político Ernesto Laclau, el vicepresidente argentino Amado Boudou, el miembro de la Corte Suprema de Justicia, Raúl Zaffaroni, el sociólogo Julio Godio y muchos otros.
En el año 2016 sale Nueva Revista Socialista ligada al Partido Socialista distanciada de la dirigida por Oscar González.